# U-163 (tàu ngầm Đức) (1941)
U-163 là một tàu ngầm tấn công  Lớp Type IX thuộc phân lớp Type IXC được Hải quân Đức Quốc Xã chế tạo trong Chiến tranh Thế giới thứ hai. Nhập biên chế năm 1941, nó đã thực hiện được ba chuyến tuần tra, đánh chìm được ba tàu buôn với tổng tải trọng 15.011 GRT, cùng gây tổn thất toàn bộ cho một tàu chiến tải trọng 2.000 tấn. Trong chuyến tuần tra cuối cùng, U-163 bị tàu corvette HMCS Prescott của Hải quân Hoàng gia Canada thả mìn sâu đánh chìm trong Đại Tây Dương về phía Tây Bắc mũi Finisterre vào ngày 13 tháng 3, 1943.

## Thiết kế và chế tạo

### Thiết kế
Thiết kế của tàu ngầm Type IXC có kích thước hơi nhỉnh hơn so với phân lớp Type IXB dẫn trước. Chúng có trọng lượng choán nước 1.120 t (1.100 tấn Anh) khi nổi và 1.232 t (1.213 tấn Anh) khi lặn. Con tàu có chiều dài chung 76,76 m (251 ft 10 in), lớp vỏ trong chịu áp lực dài 58,75 m (192 ft 9 in), mạn tàu rộng 6,76 m (22 ft 2 in), chiều cao 9,60 m (31 ft 6 in) và mớn nước 4,70 m (15 ft 5 in).
Chúng trang bị hai động cơ diesel MAN M 9 V 40/46 siêu tăng áp 9-xy lanh 4 thì, tổng công suất 4.400 PS (3.200 kW; 4.300 bhp), dẫn động hai trục chân vịt đường kính 1,92 m (6,3 ft), cho phép đạt tốc độ tối đa 18,3 kn (33,9 km/h), và tầm hoạt động tối đa 13.450 nmi (24.910 km) khi đi tốc độ đường trường 10 kn (19 km/h). Khi đi ngầm dưới nước, chúng sử dụng hai động cơ/máy phát điện Siemens-Schuckert 2 GU 345/34 tổng công suất 1.000 PS (740 kW; 990 shp). Tốc độ tối đa khi lặn là 7,3 kn (13,5 km/h), và tầm hoạt động 63 nmi (117 km) ở tốc độ 4 kn (7,4 km/h). Con tàu có khả năng lặn sâu đến 230 m (750 ft).
Vũ khí trang bị có sáu ống phóng ngư lôi 53,3 cm (21 in), bao gồm bốn ống trước mũi và hai ống phía đuôi, và mang theo tổng cộng 22 quả ngư lôi 53,3 cm (21 in). Tàu ngầm Type IX trang bị một hải pháo 10,5 cm (4,1 in) SK C/32 với 110 quả đạn, một pháo phòng không 3,7 cm (1,5 in) SK C/30 và hai pháo phòng không 2 cm (0,79 in) C/30. Thủy thủ đoàn bao gồm 4 sĩ quan và 44 thủy thủ.

### Chế tạo
U-163 được đặt hàng vào ngày 25 tháng 9, 1939, và được đặt lườn tại xưởng tàu Seebeck của hãng DeSchiMAG ở Bremerhaven vào ngày 8 tháng 5, 1940. Nó được hạ thủy vào ngày 1 tháng 5, 1941, và nhập biên chế cùng Hải quân Đức Quốc Xã vào ngày 21 tháng 10, 1941 dưới quyền chỉ huy của Hạm trưởng, Thiếu tá Hải quân Kurt-Eduard Engelmann.

## Lịch sử hoạt động
Sau khi hoàn tất việc chạy thử máy và huấn luyện trong thành phần Chi hạm đội U-boat 4, U-163 được điều sang Chi hạm đội U-boat 10 từ ngày 1 tháng 8, 1942 để hoạt động trên tuyến đầu cho đến khi bị mất.

### Chuyến tuần tra thứ nhất
U-163 xuất phát từ cảng Kiel, Đức đây vào ngày 21 tháng 7, 1942 cho chuyến tuần tra đầu tiên trong chiến tranh. Nó tiến ra Bắc Hải, rồi băng qua khe GI-UK giữa Iceland và quần đảo Faroe để vòng qua quần đảo Anh. Chiếc tàu ngầm tiếp tục băng qua suốt Đại Tây Dương để hoạt động trong vùng biển Caribe ngoài khơi Trung Mỹ. Chiếc U-boat không đánh chìm được mục tiêu nào, nên đã kết thúc chuyến tuần tra tại cảng Lorient bên bờ Đại Tây Dương của Pháp đã bị Đức chiếm đóng vào ngày 16 tháng 9.

### Chuyến tuần tra thứ hai
Rời cảng Lorient vào ngày 17 tháng 10 cho chuyến tuần tra thứ hai, U-163 tiếp tục băng qua Đại Tây Dương để hoạt động trong vùng biển Caribe và dọc theo bờ biển Đông Bắc của lục địa Nam Mỹ.
Tại đây U-163 đã đánh chìm chiếc tàu buôn Anh La Cordillera 5.185 GRT ở vị trí khoảng 85 nmi (157 km) về phía Đông đảo Barbados vào ngày 5 tháng 11; và đến ngày 12 tháng 11 đã gây tổn thất toàn bộ cho chiếc pháo hạm Hoa Kỳ USS Erie (2.000 tấn), vốn đang hộ tống cho Đoàn tàu TAG-20 đi từ Port of Spain đến vịnh Guantánamo, Cuba. Sang ngày 21 tháng 11, nó tiếp tục đánh chìm chiếc tàu buôn Anh Empire Starling 6.060 GRT ở vị trí khoảng 180 nmi (330 km) về phía Đông Bắc Barbados; và một ngày sau đó, chiếc tàu buôn Brazil Apóide 3.766 GRT bị đánh chìm về phía Đông Trinidad.
U-163 kết thúc chuyến tuần tra khi quay trở về cảng Lorient vào ngày 6 tháng 1, 1943.

### Chuyến tuần tra thứ ba – Bị mất
U-163 khởi hành từ cảng Lorient vào ngày 10 tháng 3 cho chuyến tuần tra thứ ba, cũng là chuyến cuối cùng, để tiếp tục hoạt động trong vùng biển Đại Tây Dương về phía Tây vịnh Biscay. Chỉ ba ngày sau khi rời căn cứ, vào ngày 13 tháng 3, chiếc tàu ngầm bị tàu corvette HMCS Prescott của Hải quân Hoàng gia Canada thả mìn sâu đánh chìm trong Đại Tây Dương về phía Tây Bắc mũi Finisterre, Tây Ban Nha, tại tọa độ 45°05′B 15°00′T / 45,083°B 15°T. Toàn bộ 57 thành viên thủy thủ đoàn của U-163 đều đã tử trận.
Trước đây có nguồn cho rằng U-163 bị tàu ngầm Hoa Kỳ USS Herring đánh chìm vào ngày 21 tháng 3tại tọa độ 44°13′B 08°23′T / 44,217°B 8,383°T. Đợt tấn công này có thể không nhằm vào bất kỳ tàu nào, hoặc một tàu đánh cá Tây Ban Nha.

### Tóm tắt chiến công
U-163 đã đánh chìm được ba tàu buôn với tổng tải trọng 15.011 GRT, cùng gây tổn thất toàn bộ cho một tàu chiến tải trọng 2.000 tấn:
| Ngày              | Tên tàu         | Quốc tịch       | Tải trọng | Số phận          |
| ----------------- | --------------- | --------------- | --------- | ---------------- |
| 5 tháng 11, 1942  | La Cordillera   | United Kingdom  | 5.185     | Bị đánh chìm     |
| 12 tháng 11, 1942 | USS Erie        | Hải quân Hoa Kỳ | 2.000     | Tổn thất toàn bộ |
| 21 tháng 11, 1942 | Empire Starling | United Kingdom  | 6.060     | Bị đánh chìm     |
| 22 tháng 11, 1942 | Apalóide        | Brazil          | 3.766     | Bị đánh chìm     |